# Herói

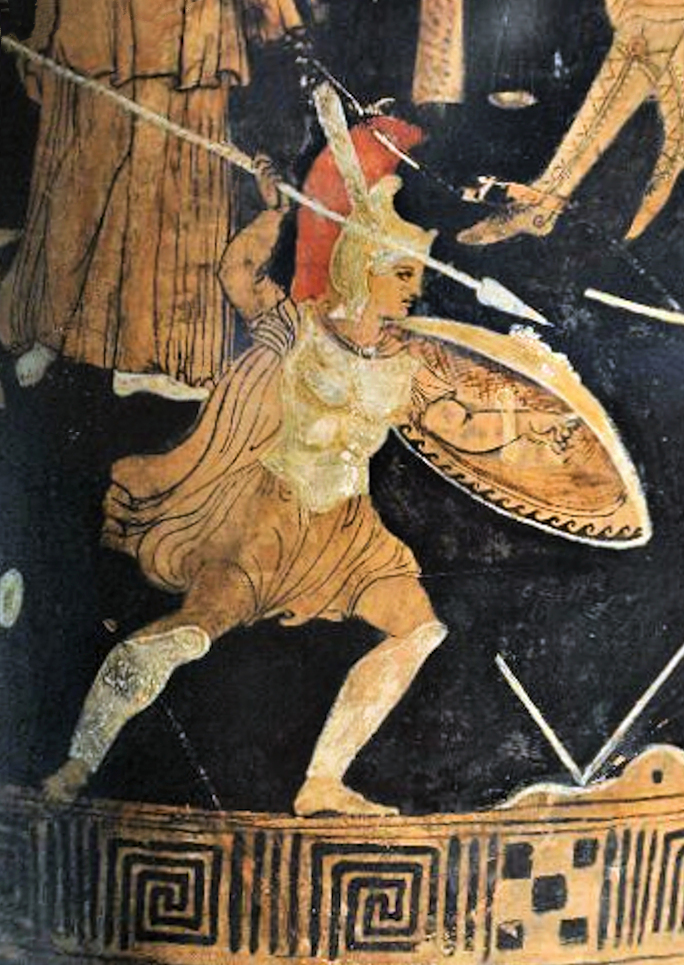
Aquiles durante a Guerra de Tróia, conforme retratado em uma pintura de cerâmica policromática grega antiga (c. 300 aC), no Museu Nacional de Antiguidades de Leiden.

Herói (feminino: heroína) é uma pessoa real ou um personagem principal fictício que, diante do perigo, combate a adversidade por meio de feitos de engenhosidade, coragem ou força. São os primeiros seres humanos da literatura, uma figura arquetípica, personagem modelo, que reúne, em si, os atributos necessários para superar, de forma excepcional, um determinado problema de dimensão épica. Do grego ἥρως (hērōs), pelo termo latino heros, o termo "herói" designava, originalmente, o protagonista de uma obra narrativa ou dramática. Para os gregos antigos, o herói situava-se na posição intermédia entre os Deuses e os Homens, sendo, em geral, filho de um Deus e de uma Mortal (Hércules e Perseu), ou vice-versa (Aquiles). Portanto, para os gregos antigos, o herói tinha uma dimensão semidivina. O antônimo de herói é vilão.
O tipo de herói original dos épicos clássicos realizava feitos em nome da glória e da honra. Heróis pós-clássicos e modernos, por outro lado, realizam grandes feitos ou atos altruístas para o bem comum, em vez do objetivo clássico de riqueza, orgulho e fama. O heroísmo que resulta em auto-sacrifício chama-se martírio. A guerra ou aventura perigosa é a ocupação normal do herói. Ele está cercado por nobres pares e é magnânimo com seus seguidores e implacável com seus inimigos.
Exemplos de heróis variam de figuras mitológicas, como Gilgamesh, Aquiles e Atalanta, a figuras históricas e modernas, como Joana d'Arc, Giuseppe Garibaldi, Sophie Scholl, Audie Murphy e Vasili Arkhipov. Através das histórias em quadrinhos, do cinema e de outras mídias, a cultura de massa popularizou a figura do super-herói, que são indivíduos dotados de atributos físicos extraordinários como corpo à prova de balas, capacidade de voar etc. Estes incluem o Super-Homem, a Mulher-Maravilha e o Batman. Condecorações modernas também usam a palavra "herói" em seus títulos, como a medalha de Herói da União Soviética.

## Etimologia

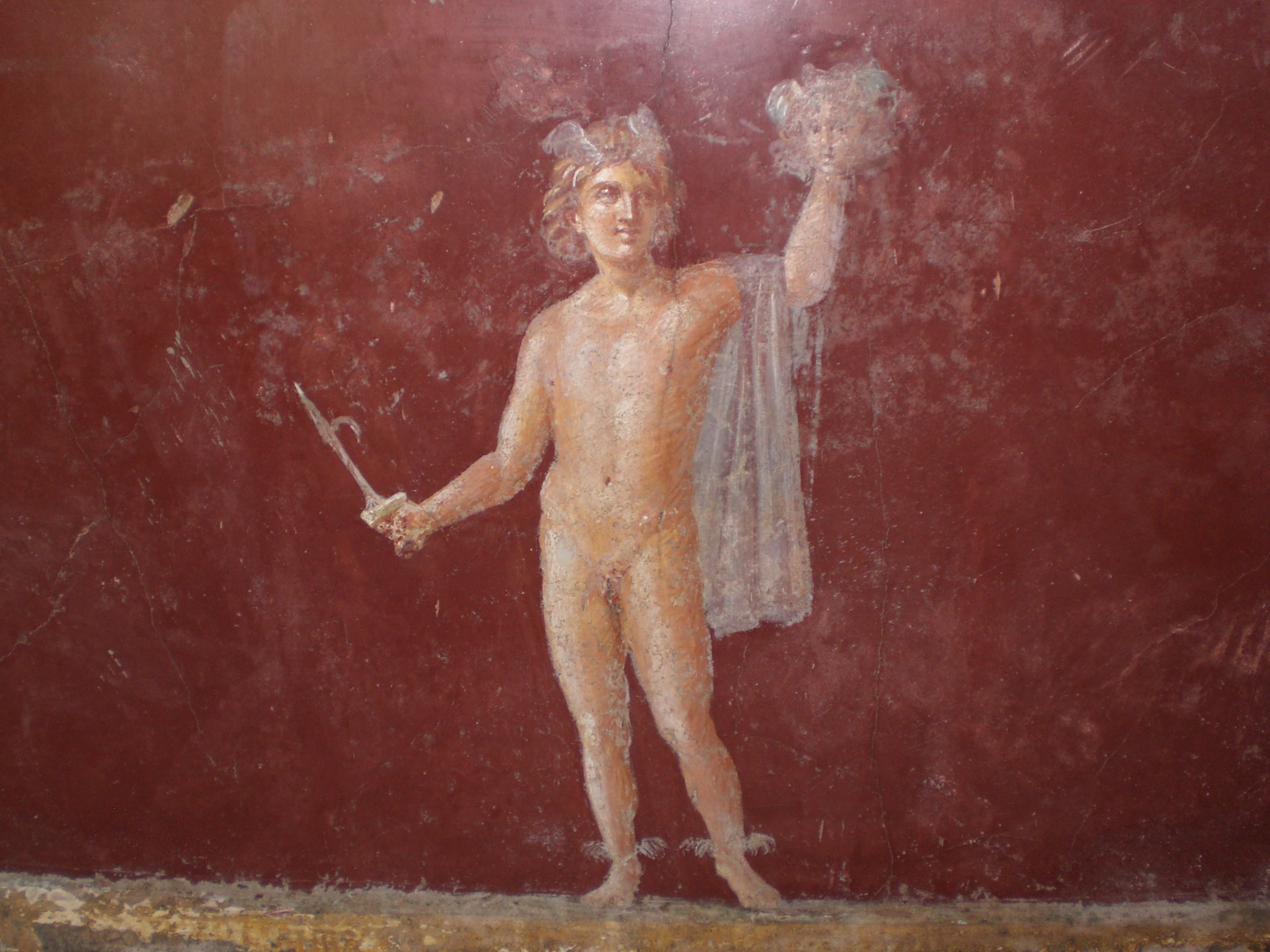
Perseu e a cabeça da Medusa em um afresco romano em Stabiae.

A palavra herói vem do grego ἥρως (hērōs), "herói" (literalmente "protetor" ou "defensor"), particularmente um como Héracles com ascendência divina ou honras divinas recebidas posteriormente. Antes da decifração do Linear B, a forma original da palavra era considerada *ἥρωϝ-, hērōw-, mas o composto micênico ti-ri-se-ro-e demonstra a ausência de -w-. Herói como um nome aparece na mitologia grega pré-homérica, onde Hero era uma sacerdotisa da deusa Afrodite, em um mito que tem sido referido frequentemente na literatura.
De acordo com o American Heritage Dictionary of the English Language, a raiz proto-indo-européia é *ser, que significa "proteger". De acordo com Eric Partridge no livro Origins, a palavra grega hērōs "é semelhante" ao latino seruāre, que significa salvaguardar. Partridge conclui: "O sentido básico tanto de Hera quanto de herói seria, portanto, 'protetor'." R. S. P. Beekes rejeita uma derivação indo-européia e afirma que a palavra tem origem pré-grega. Hera era uma deusa grega com muitos atributos, incluindo proteção e sua adoração parece ter origens proto-indo-européias semelhantes.

## Características

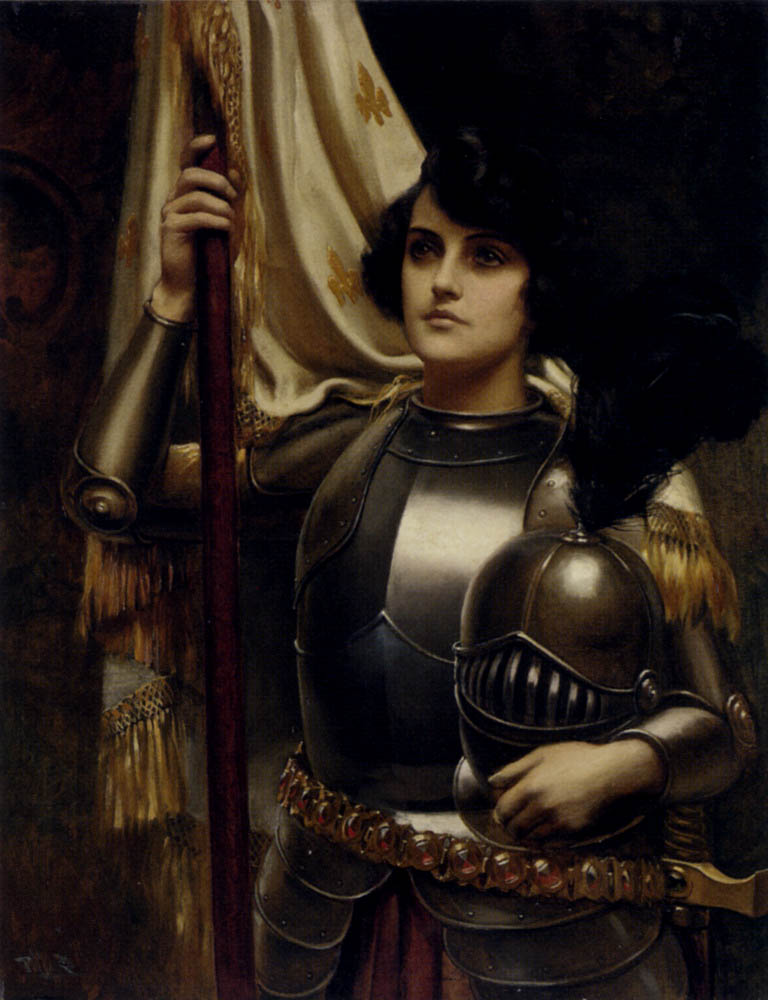
Joana d'Arc é considerada uma heroína cristã medieval da França por seu papel na Guerra dos Cem Anos e foi canonizada como uma santa católica romana.

O aparecimento de heróis na literatura marca uma revolução no pensamento que ocorreu quando os poetas e seu público desviaram sua atenção dos deuses imortais para os homens mortais, que sofrem dor e morte, mas, desafiando isso, vivem galantemente e plenamente, e criam, por meio de seus próprios esforços, um momento de glória que sobrevive na memória de seus descendentes.
Compreendido diferentemente consoante as épocas, as correntes estético-literárias, os géneros e subgéneros narrativos, o herói é marcado por uma projecção ambígua: por um lado, representa a condição humana, na sua complexidade psicológica, social e ética; por outro, transcende a mesma condição, na medida em que representa facetas e virtudes que o homem comum não consegue mas gostaria de atingir – fé, coragem, força de vontade, determinação, paciência etc.
Existem casos em que indivíduos sem vocação heroica protagonizam atitudes dignas do herói. Há também aqueles em que os indivíduos demonstram virtudes heroicas para realizar façanhas de natureza egoísta, motivados por vaidade, orgulho, ganância, ódio etc. É o caso dos caçadores de fortuna (piratas, mercenários etc). Tais exceções não os impedem de serem admirados como heróis; no entanto, serão melhor representados no arquétipo do anti-herói. Na literatura clássica, o herói é o personagem principal ou reverenciado na poesia épica heróica celebrada através de antigas lendas de um povo, muitas vezes lutando pela conquista militar e vivendo de acordo com um código de honra pessoal. O herói poderá ser guiado por ideais nobres e altruístas – liberdade, fraternidade, sacrifício, coragem, justiça, moral ou paz. Eventualmente, buscará objetivos supostamente egoístas (vingança, por exemplo); no entanto, suas motivações serão sempre moralmente justas ou eticamente aprováveis, mesmo que ilícitas. O herói poderia atingir a apoteose, a elevação à condição de deus. O termo vem do grego Apotheoun, significando “fazer um deus”, “divinizar”. O termo latino correspondente é consagratio.

## Inspiração heroica

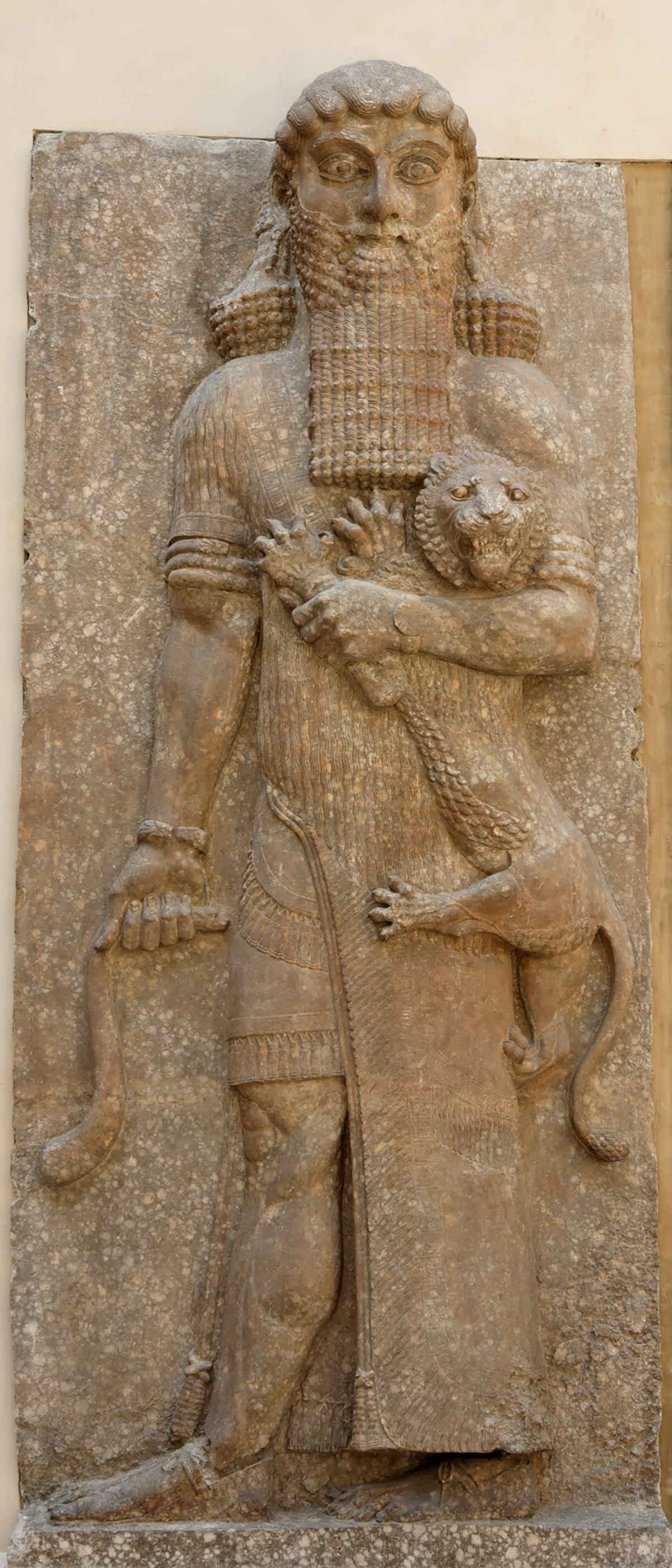
Possível representação do herói Gilgamesh em um relevo do palácio assírio de Sargão II (713-706 aC) em Dur-Sharrukin, agora mantido no Louvre.

O heroísmo é um fato profundamente arraigado no imaginário e na moralidade popular. Feitos de coragem e superação, inspiram modelos e exemplos em diversos povos e diferentes culturas, constituindo, assim, figuras arquetípicas. Situações de guerra, de conflito e de competição são ideais para se realizar feitos considerados heroicos. 
A inspiração heroica surge muitas vezes a partir da problemática imposta por um ambiente ou situação adversas, cuja solução exija um feito grandioso ou um esforço extraordinário. A França dominada pela Inglaterra, por exemplo, fez surgir uma Joana d'Arc. A inspiração heroica surge também de uma necessidade nata de aceitar um desafio que pareça atraente. É o caso de Teseu, personagem da mitologia grega, cujos atos heroicos foram inspirados pelo desejo de ser tão conhecido e admirado quanto seu ídolo Hércules. 
Há, ainda, a ocasião em que indivíduos de qualidades ordinárias confrontarão situações que exijam, deles, feitos heroicos. Pode-se citar, como exemplo, o caso de Orestes, personagem da mitologia grega. Ainda que não tenha nenhum atributo heroico, Orestes é moralmente obrigado pelo deus Apolo a vingar o pai Agamemnon, assassinado por Clitemnestra e o amante dela. O mesmo tema está presente na peça Hamlet, escrita por William Shakespeare.
A exemplo da moral, a inspiração heroica também é relativa. Em uma sociedade voltada para a guerra, o herói será o indivíduo que pratica proezas em nome do conflito. O guerreiro Aquiles, por exemplo, é um herói. Para uma cultura voltada para a paz, esse mesmo indivíduo poderá ser repudiado como herói. Dependendo da inspiração, a mesma cultura poderá conceder ou remover o status de herói de um indivíduo que a ela pertence.

O caso de Aquiles é bastante especial, quando se trata na sua relação heroica de ser. Ele representa um herói em conflito, pois é um herói sem húbris ("sem medida", transcrição latina), mas é, ao mesmo tempo, um belo candidato à bela morte, de acordo com Vernant, pois é belo, guerreiro e jovem. Já ao contrário, Heitor é o modelo de herói perfeito, pois é o agathós (bom e justo) e controla as suas atitudes, ao contrário de Aquiles.

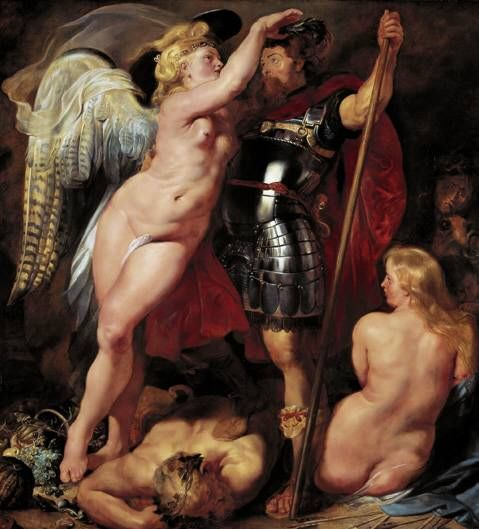
Coroação do Herói da Virtude, por Peter Paul Rubens, c. 1612-1614.
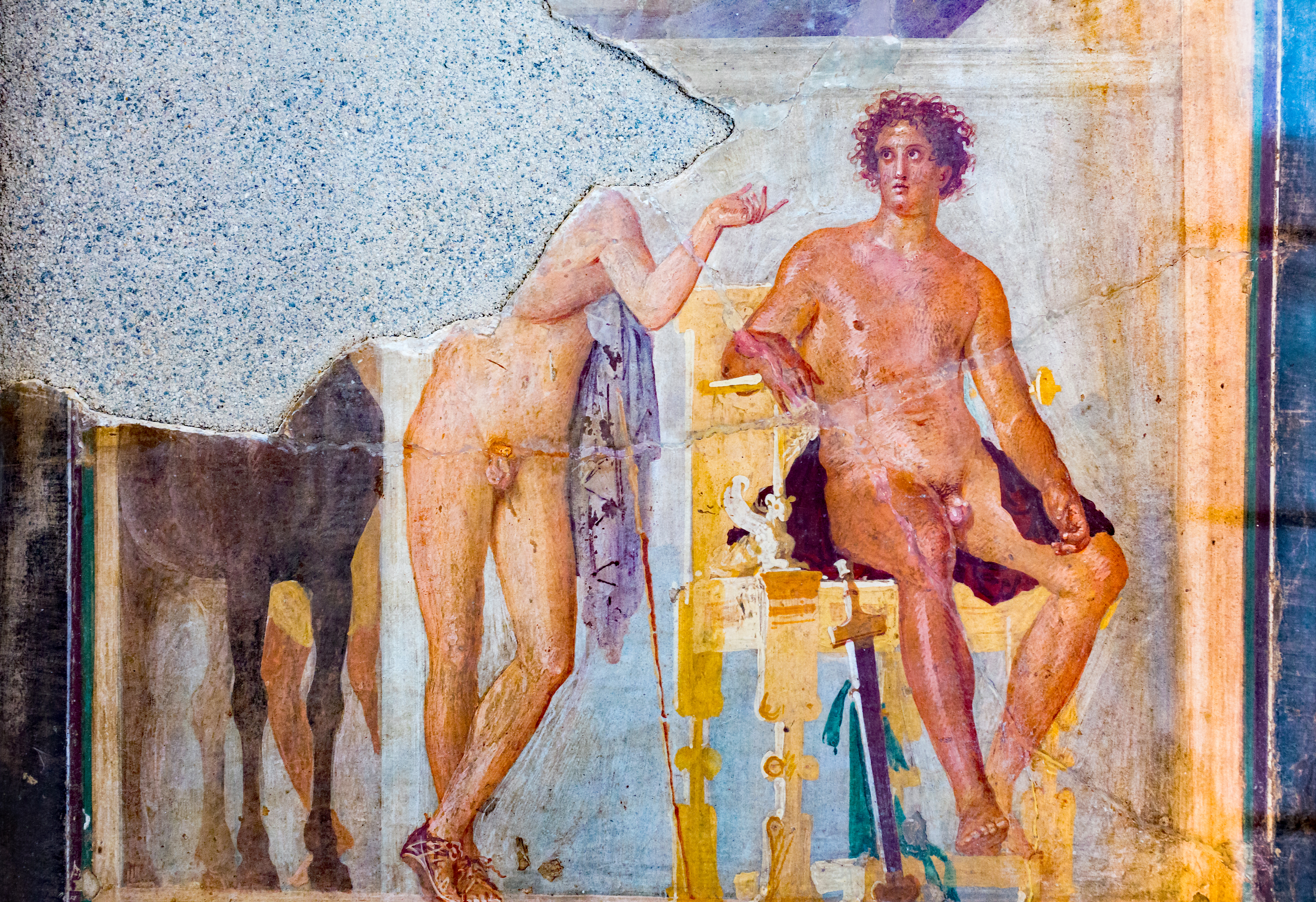
Dois heróis, um afresco romano em Herculano, 30-40 dC.
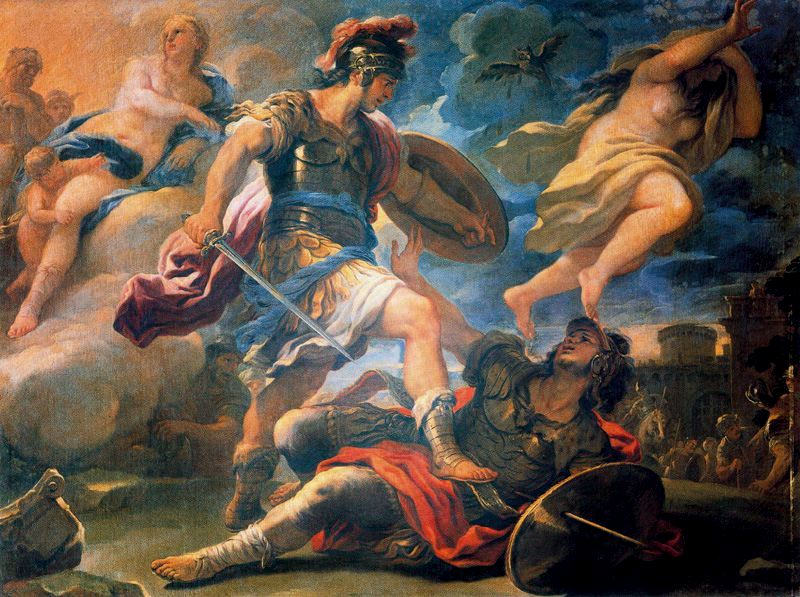
O duelo de Enéias e Turnus, de Luca Giordano.
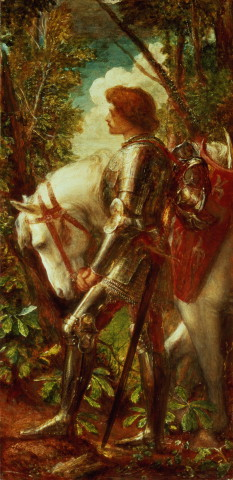
Sir Galahad, pintura de George Frederic Watts, 1888.

## Antiguidade

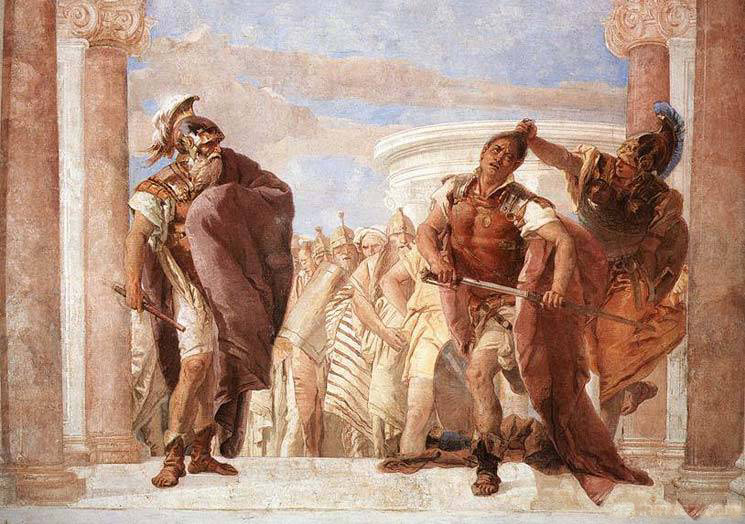
A Ira de Aquiles, de Giovanni Battista Tiepolo, 1757.

Um herói clássico é considerado um "guerreiro que vive e morre em busca da honra" e afirma sua grandeza pelo "brilho e eficiência com que mata". A vida de cada herói clássico se concentra na luta, que ocorre na guerra ou durante uma jornada épica. Heróis clássicos são comumente semi-divinos e extraordinariamente talentosos, como Aquiles, evoluindo para personagens heróicos através de suas perigosas circunstâncias. Embora esses heróis sejam incrivelmente engenhosos e habilidosos, eles geralmente são imprudentes, cortejar o desastre, arriscam a vida de seus seguidores por questões triviais e se comportam de maneira arrogante e infantil. Durante os tempos clássicos, as pessoas consideravam os heróis com a maior estima e extrema importância, explicando sua proeminência na literatura épica. O aparecimento dessas figuras mortais marca uma revolução de audiências e escritores se afastando de deuses imortais para a humanidade mortal, cujos momentos heróicos de glória sobrevivem na memória de seus descendentes, estendendo seu legado.

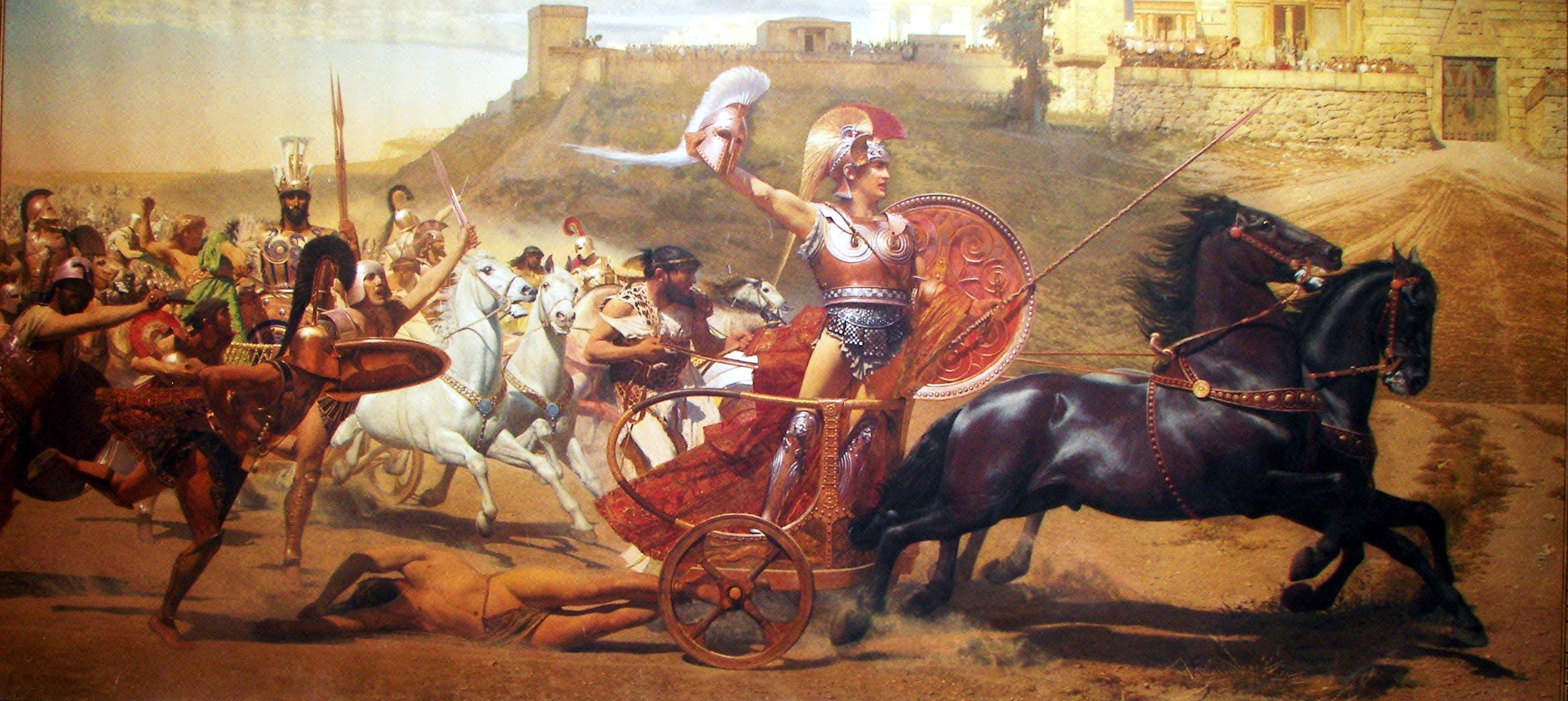
O triunfante Aquiles arrastando o corpo de Heitor ao redor de Tróia, de um afresco panorâmico do Achilleion, em Corfu.

Heitor era um príncipe troiano e o maior guerreiro de Tróia na Guerra de Tróia, que é conhecida principalmente pela Ilíada de Homero. Heitor atuou como líder dos troianos e seus aliados na defesa de Tróia, "matando 31.000 combatentes gregos", relata Higino em Fabulae (pg. 115). Heitor era conhecido não apenas por sua coragem, mas também por sua natureza nobre e cortês. De fato, Homero coloca Heitor como amante da paz, atencioso, bem como ousado, um bom filho, marido e pai, e sem motivos mais sombrios. No entanto, seus valores familiares conflitam muito com suas aspirações heróicas na Ilíada, já que ele não pode ser ao mesmo tempo o protetor de Tróia e o pai de seu filho. Heitor acaba sendo traído pelas divindades quando Atena aparece disfarçada de seu aliado Deífobo e o convence a desafiar Aquiles, levando-o à morte nas mãos de um guerreiro superior.
Aquiles foi um herói grego considerado o guerreiro mais formidável de toda a Guerra de Tróia e o personagem central da Ilíada. Ele era filho de Tétis e Peleu, tornando-o um semideus. Ele exercia força sobre-humana no campo de batalha e foi abençoado com um relacionamento próximo com as divindades. Aquiles se recusou a lutar depois de sua desonra nas mãos de Agamenon, e só voltou à guerra devido à raiva não adulterada depois que Heitor matou seu amado companheiro Pátroclo. Aquiles era conhecido pela raiva incontrolável que definiu muitas de suas ações sanguinárias, como profanar o cadáver de Heitor arrastando-o ao redor da cidade de Tróia preso na sua biga. Aquiles desempenha um papel trágico na Ilíada provocado pela desumanização constante ao longo da epopeia, tendo seu menis (ira) sobrepujado seu philos (amor).

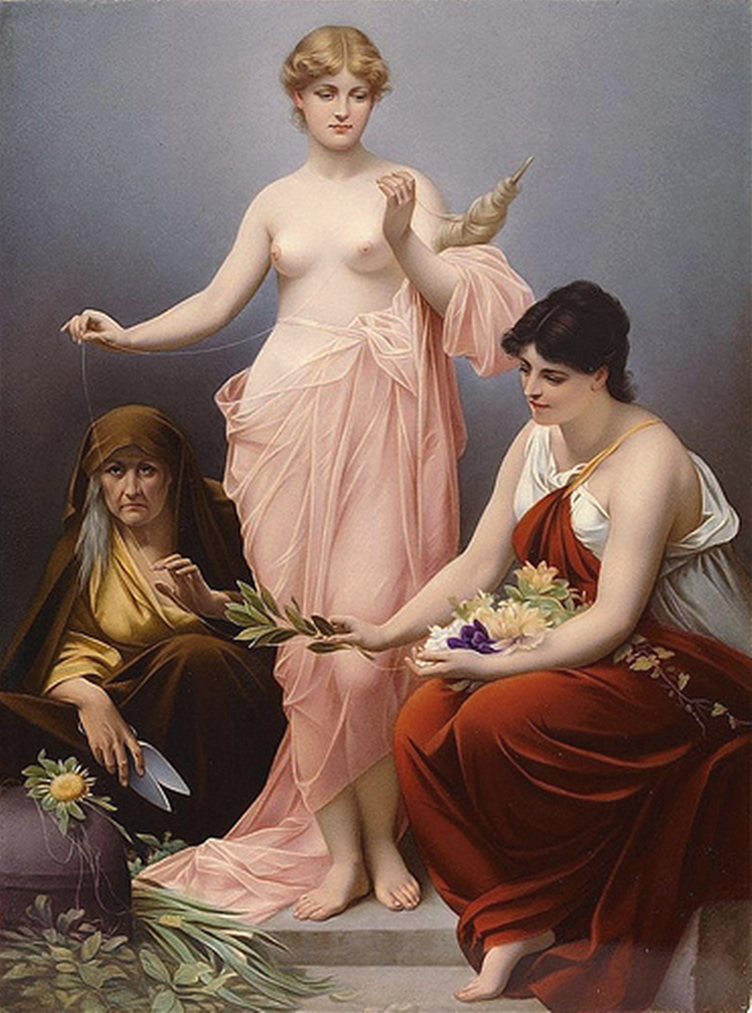
As Três Moiras, por Paul Thumann.

Os heróis do mito geralmente tinham relacionamentos próximos, porém conflituosos, com as divindades. Assim, o nome de Héracles significa "a glória de Hera", embora ele tenha sido atormentado por toda a vida por Hera, a Rainha das divindades gregas. Talvez o exemplo mais impressionante seja o rei ateniense Erecteu, a quem Poseidon matou por escolher Atena em vez dele como patrono da cidade. Quando os atenienses adoraram Erecteu na Acrópole, eles o invocaram como Poseidon Erecteu.
O destino desempenha um papel enorme nas histórias de heróis clássicos. O significado heróico do herói clássico decorre das conquistas no campo de batalha, uma ação inerentemente perigosa. As divindades da mitologia grega, ao interagir com os heróis, muitas vezes prenunciam a eventual morte do herói no campo de batalha. Inúmeros heróis e divindades fazem de tudo para alterar seus destinos predestinados, mas sem sucesso, pois nenhum, nem humano nem imortal pode mudar seus resultados prescritos pelas três poderosas deusas do destinos, as moiras. O exemplo mais característico disso é encontrado em Oedipus Rex. Ao saber que seu filho, Édipo, acabará por matá-lo, o rei de Tebas, Laio, dá grandes passos para garantir a morte de seu filho, retirando-o do reino. Quando Édipo encontra seu pai quando este lhe era desconhecido em uma disputa na estrada muitos anos depois, Édipo o mata sem pensar duas vezes. A falta de reconhecimento permitiu que Édipo matasse seu pai, ironicamente ligando ainda mais seu pai ao seu destino.
Histórias de heroísmo podem servir como exemplos morais. No entanto, os heróis clássicos muitas vezes não incorporavam a noção cristã de um herói íntegro e perfeitamente moral. Por exemplo, os problemas de caráter de Aquiles de raiva odiosa levam a um massacre impiedoso e seu orgulho avassalador o leva a ingressar na Guerra de Tróia apenas porque ele não queria que seus soldados ganhassem toda a glória. Os heróis clássicos, independentemente de sua moralidade, foram colocados na religião. Na antiguidade clássica, os cultos que veneravam heróis divinizados como Héracles, Perseu e Aquiles desempenharam um papel importante na religião grega antiga. Esses antigos cultos de heróis gregos adoravam heróis da tradição épica oral, com esses heróis frequentemente concedendo bênçãos, especialmente curativas, aos indivíduos.

## Mito e monomito

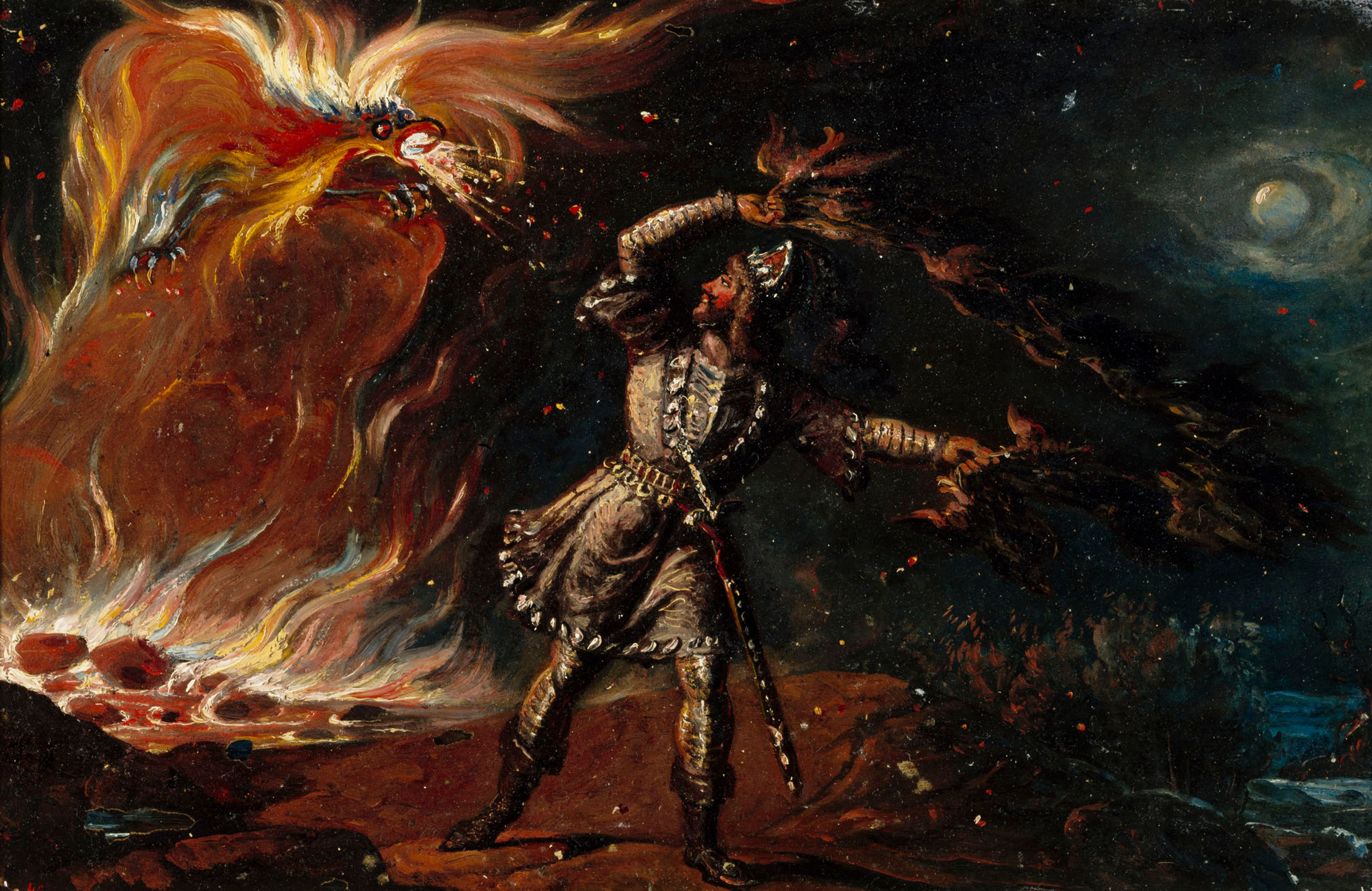
Lemminkäinen e a Águia de Fogo, por Robert Wilhelm Ekman, 1867.

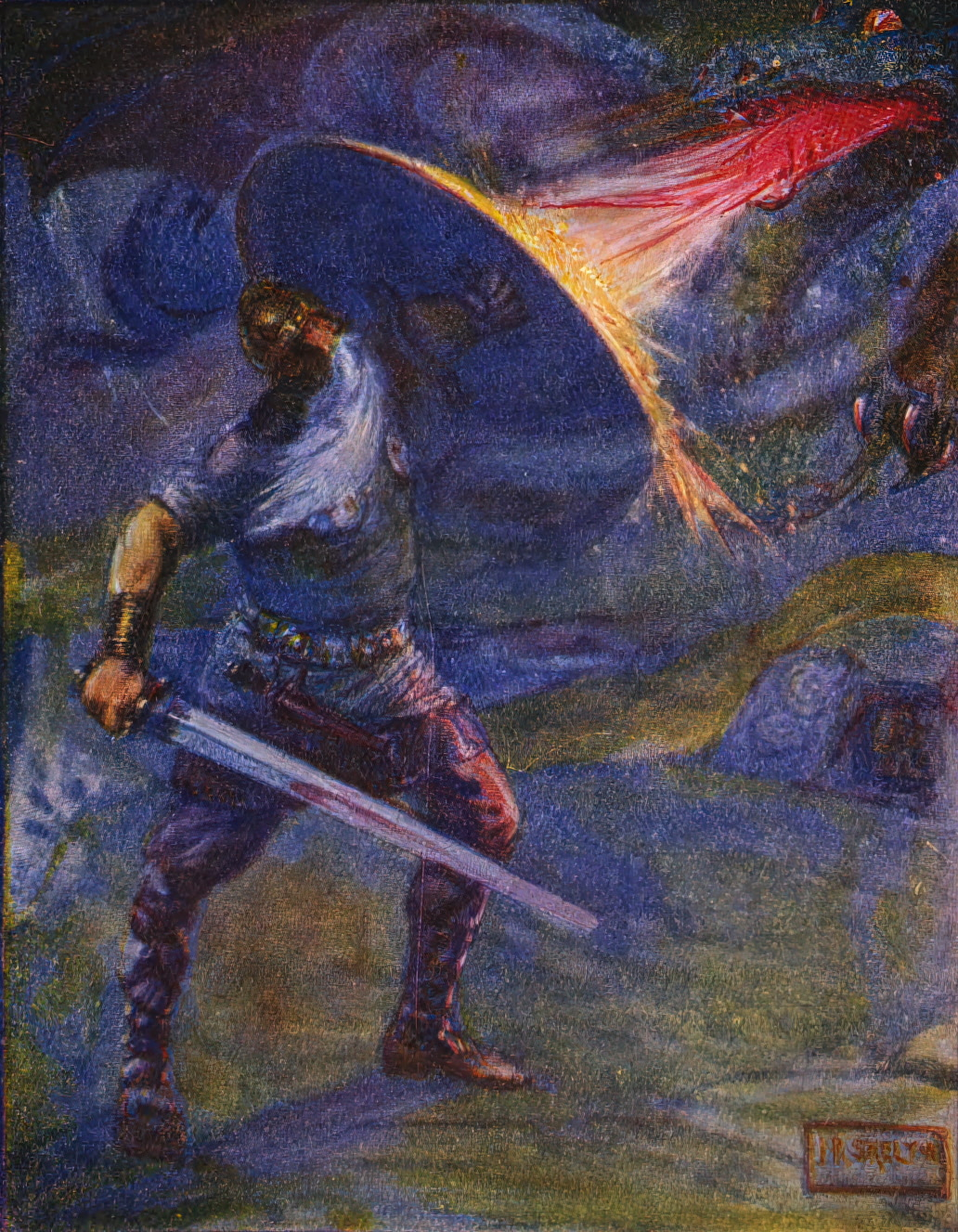
Beowülf enfrentando um dragão, por J. R. Skelton, 1908.

O conceito do "arquétipo do herói mítico" foi desenvolvido pela primeira vez por Lord Raglan em seu livro de 1936, The Hero, A Study in Tradition, Myth and Drama (O Herói, Um Estudo sobre Tradição, Mito e Drama). É um conjunto de 22 traços comuns que ele disse serem compartilhados por muitos heróis em várias culturas, mitos e religiões ao longo da história e ao redor do mundo. Raglan argumentou que quanto maior a pontuação, maior a probabilidade da figura ser mítica.

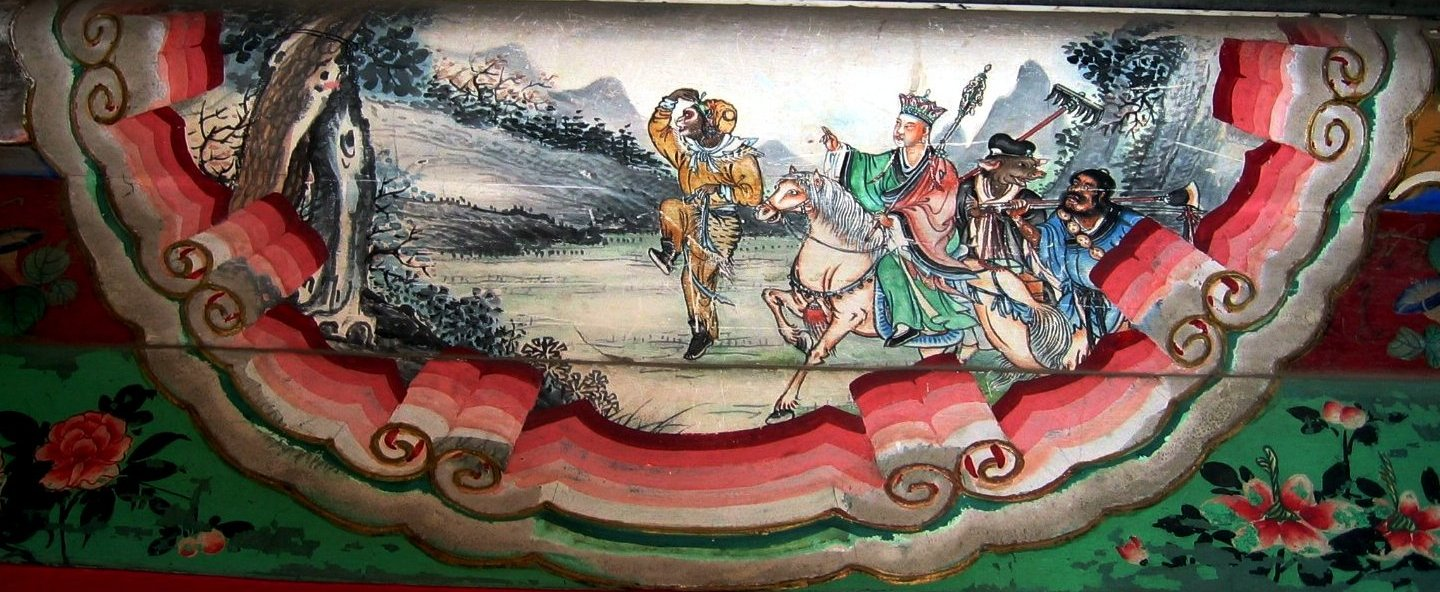
Os quatro heróis do romance chinês do século XVI, Jornada ao Oeste.

O conceito de um arquétipo de história da "busca do herói" monomítica padrão que tinha a reputação de ser difundido em todas as culturas é um tanto controverso. Exposto principalmente por Joseph Campbell em sua obra de 1949, The Hero with a Thousand Faces (O Herói de Mil Faces), ilustra vários temas unificadores de histórias de heróis que mantêm ideias semelhantes sobre o que um herói representa, apesar de culturas e crenças muito diferentes. O monomito ou Jornada do Herói consiste em três estágios separados, incluindo a Partida, Iniciação e Retorno. Dentro desses estágios, existem vários arquétipos que o herói de ambos os sexos pode seguir, incluindo o chamado à aventura (que eles podem inicialmente recusar), ajuda sobrenatural, seguir por um caminho de provações, alcançar uma realização sobre si mesmos (ou uma apoteose), e alcançando a liberdade de viver através de sua busca ou jornada. Campbell ofereceu exemplos de histórias com temas semelhantes, como Krishna, Buda, Apolônio de Tyana e Jesus. Um dos temas que explora é o herói andrógino, que combina traços masculinos e femininos, como o Bodhisattva:

"A primeira maravilha a ser observada aqui é o caráter andrógino do Bodhisattva: masculino Avalokiteshvara, feminino Kwan Yin."
Em seu livro de 1968, The Masks of God: Occidental Mythology (As Máscaras de Deus: Mitologia Ocidental), Campbell escreve:

"É claro que, seja precisa ou não quanto aos detalhes biográficos, a comovente lenda do Cristo Crucificado e Ressuscitado foi adequada para trazer um novo calor, imediatismo e humanidade aos antigos motivos dos amados ciclos de Tammuz, Adonis e Osíris."

## Contos de fadas eslavos

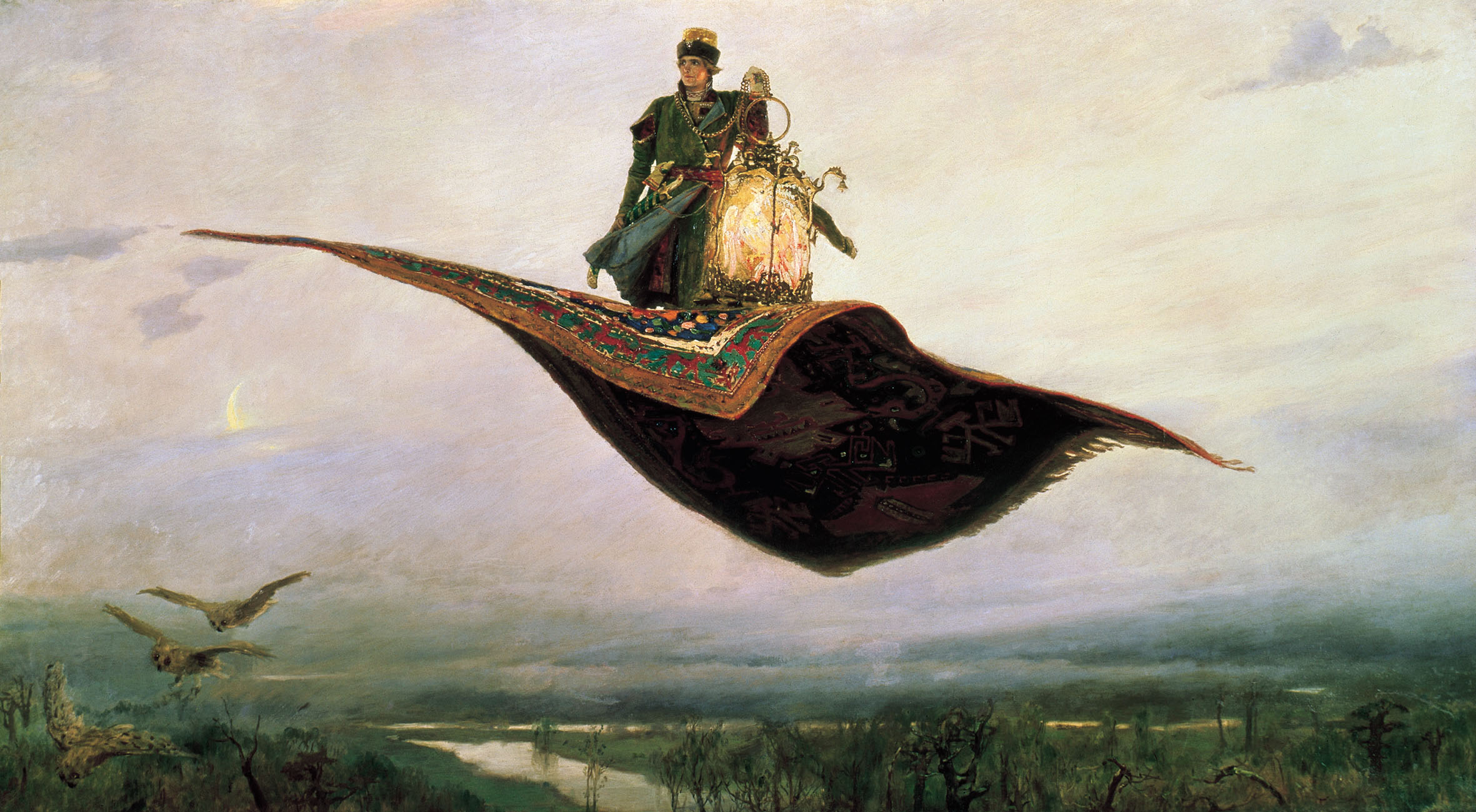
Ivan Tsarevich, um herói do folclore russo, por Viktor Vasnetsov em 1880.

Vladimir Propp, em sua análise dos contos de fadas russos, concluiu que um conto de fadas tinha apenas oito dramatis personæ, dos quais um era o herói,  e sua análise foi amplamente aplicada ao folclore não-russo. As ações que se enquadram na esfera de tal herói incluem:
- Partida em uma missão
- Reagindo ao teste de um doador
- Casar com uma princesa (ou figura semelhante)

Propp distinguiu entre buscadores e heróis-vítimas. Um vilão pode iniciar o problema sequestrando o herói ou expulsando-o; estes eram heróis-vítimas. Por outro lado, um antagonista poderia roubar o herói, ou sequestrar alguém próximo a ele, ou, sem a intervenção do vilão, o herói poderia perceber que algo lhe faltava e partir em busca daquilo; esses heróis são buscadores. As vítimas podem aparecer em contos com heróis buscadores, mas o conto não acompanha os dois.

## Estudos históricos

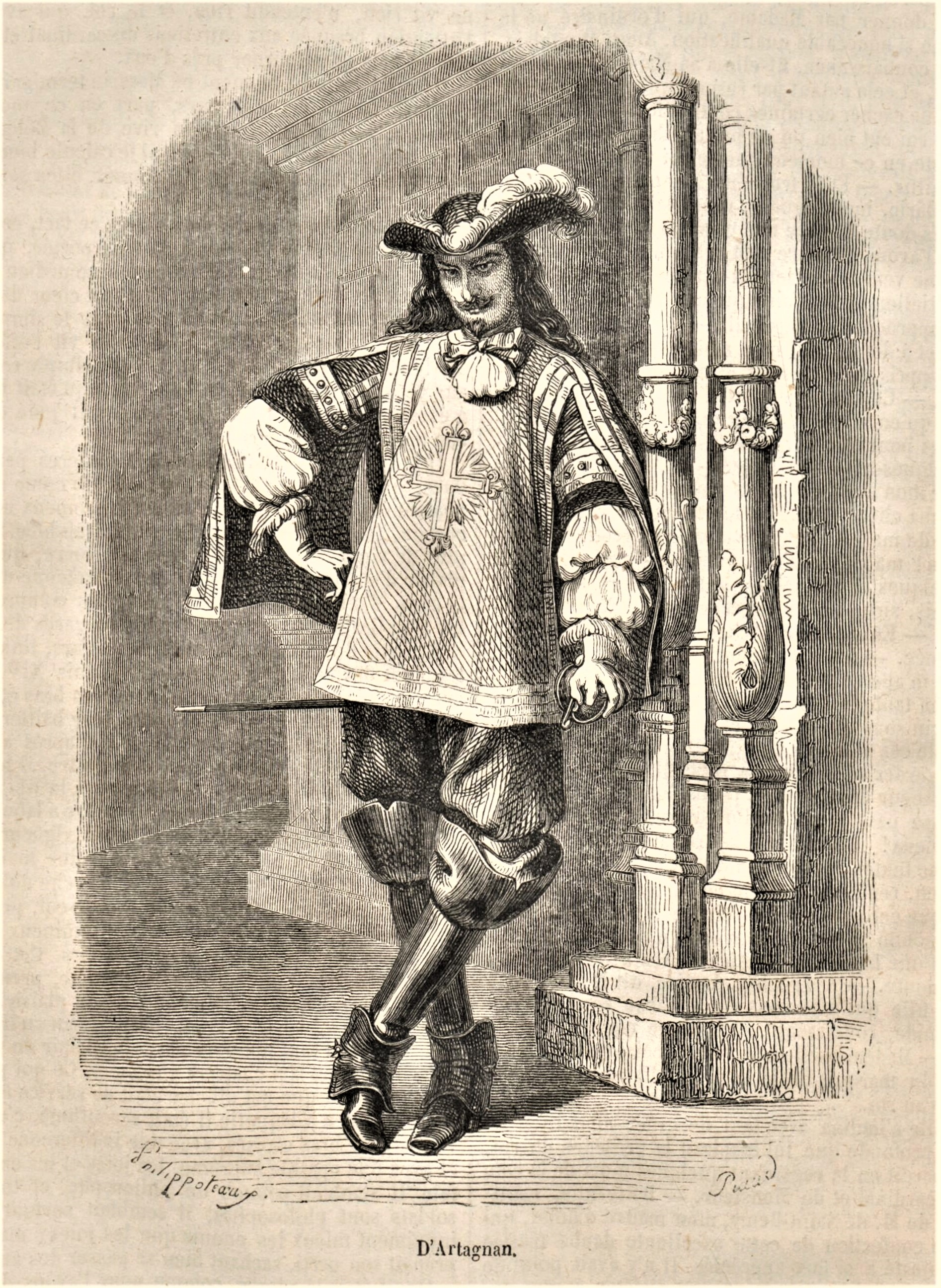
D'Artagnan dos Três Mosqueteiros, ilustração por d'Antoine-Alphée Piaud, 1852.

Nenhuma história pode ser escrita sem considerar a extensa lista de ganhadores de medalhas nacionais por bravura, povoada por heróis bombeiros, policiais e soldados, paramédicos e pessoas comuns. Essas pessoas arriscaram suas vidas para tentar salvar ou proteger a vida de outras pessoas: por exemplo, a Cross of Valor (C.V.) canadense "reconhece atos de coragem mais evidente em circunstâncias de extremo perigo"; exemplos de destinatários são Maria Dohey e David Gordon Cheverie.
O filósofo Hegel deu um papel central ao "herói", personalizado por Napoleão, como a encarnação do Volksgeist (espírito popular) de uma cultura particular e, portanto, do Zeitgeist geral. A obra de Thomas Carlyle de 1841, On Heroes, Hero-Worship, & the Heroic in History (Sobre heróis, adoração de heróis e o heróico na história), também concedeu uma função fundamental aos heróis e grandes homens da história. Carlyle centrou a história nas biografias de indivíduos, como nas Cartas e Discursos de Oliver Cromwell e na História de Frederico, o Grande. Seus heróis não eram apenas figuras políticas e militares, fundadores ou derrubadores de Estados, mas também figuras religiosas, poetas, autores e capitães da indústria.

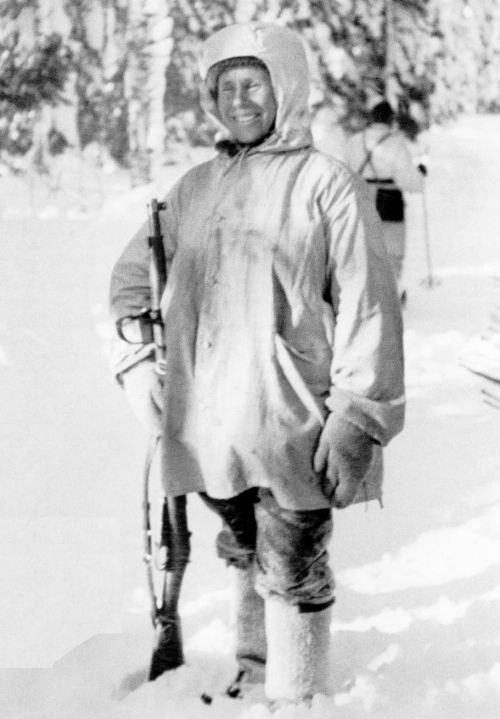
Simo Häyhä, um atirador de elite militar finlandês durante a Guerra de Inverno, alcançou a reputação de herói de guerra pioneiro, apesar de sua natureza modesta.

Defesas explícitas da posição de Carlyle eram raras na segunda parte do século XX. A maioria na escola de filosofia da história afirma que as forças motrizes da história podem ser melhor descritas apenas com uma lente mais ampla do que aquela que Carlyle usou para seus retratos. Por exemplo, Karl Marx argumentou que a história foi determinada pelas forças sociais maciças em jogo nas "lutas de classes", não pelos indivíduos por quem essas forças são exercidas. Depois de Marx, Herbert Spencer escreveu no final do século XIX: "Você deve admitir que a gênese do grande homem depende da longa série de influências complexas que produziram a raça em que ele aparece e o estado social em que esse a raça cresceu lentamente... antes que ele possa refazer sua sociedade, sua sociedade deve fazê-lo." Michel Foucault argumentou em sua análise da comunicação e debate societário que a história era principalmente a "ciência do soberano", até sua inversão pelo "discurso popular histórico e político".

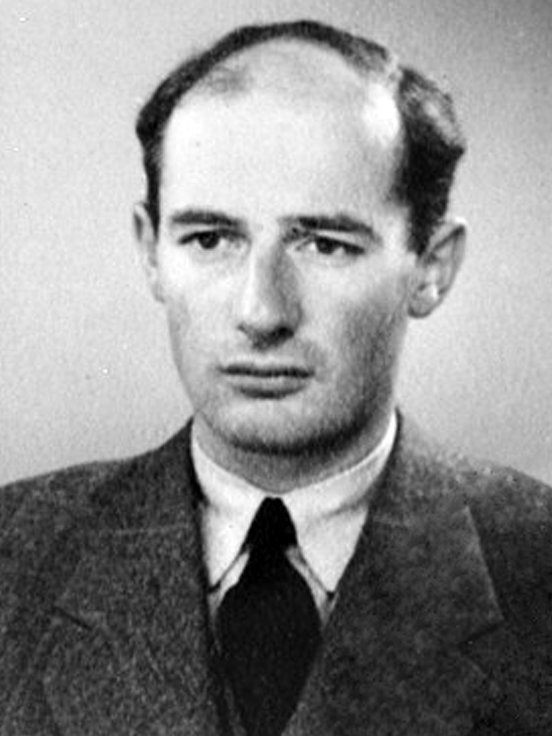
O diplomata sueco Raoul Wallenberg salvou a vida de dezenas de milhares de judeus em Budapeste, durante a Segunda Guerra Mundial.

Exemplos modernos do herói típico incluem Minnie Vautrin, Norman Bethune, Alan Turing, Raoul Wallenberg, Chiune Sugihara, Martin Luther King Jr., Madre Teresa, Nelson Mandela, Oswald Paya, Oscar Elias Biscet e Aung San Suu Kyi.
A escola dos Annales, liderada por Lucien Febvre, Marc Bloch e Fernand Braudel, contestaria o exagero do papel dos sujeitos individuais na história. De fato, Braudel distinguiu várias escalas de tempo, uma atribuída à vida de um indivíduo, outra atribuída à vida de algumas gerações humanas e a última às civilizações, nas quais a geografia, a economia e a demografia desempenham um papel consideravelmente mais decisivo do aquele dos sujeitos individuais.
Na época da globalização, um indivíduo pode mudar o desenvolvimento do país e do mundo inteiro, o que dá motivos para alguns estudiosos sugerirem retomar o problema do papel do herói na história do ponto de vista do conhecimento histórico moderno e usando métodos atualizados de análise histórica. Dentro das estruturas do desenvolvimento da história contrafactual, são feitas tentativas de examinar alguns cenários hipotéticos do desenvolvimento histórico. O herói chama muita atenção porque a maioria desses cenários se baseia nas suposições: o que teria acontecido se este ou aquele indivíduo histórico tivesse ou não estivesse vivo.

## Heróis históricos
Diversas situações históricas foram capazes de inspirar heroísmos, e muitos personagens das artes e do imaginário popular são baseados nestes heróis. Muitas vezes, constituem personagens cuja vida é baseada em uma pessoa que realmente existiu. Ao herói, são atribuídos grandes feitos, e por vezes ele aparece como o fundador de uma cultura.
Os diferentes movimentos culturais (literários, artísticos) inspiraram diversas atitudes heroicas ou serviram de pano de fundo para manifestos populares cujos líderes foram considerados heróis pelo povo, embora tenham sido duramente reprimidos pelas minorias representantes do poder.
Alguns heróis históricos:
- Gilgamesh, herói de Uruk da Babilônia, da mitologia suméria;
- Aleixo Corte-Real, herói timorense;
- Eduardo Mondlane, herói moçambicano;
- Tiradentes, herói brasileiro;
- Hércules, herói da mitologia grega;
- Pier Gerlofs Donia, herói frísio;
- Viriato, dirigente lendário dos lusitanos e resistente à conquista romana da península Ibérica.